# Constantin Sandu

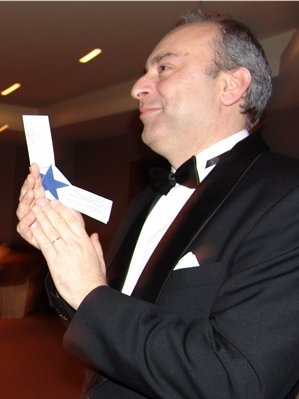
Constantin Sandu, em concerto na GLRP.

Constantin Sandu (Bucareste, 1 de Janeiro de 1964) é um pianista luso-romeno, professor de piano na Escola Superior de Música e das Artes do Espectáculo do Porto. Vive em Portugal desde 1991. 

## Vida e obra
Constantin Sandu, estudou com Sonia Ratescu, Constantin Nitu e, posteriormente, com o conceituado pianista e professor Constantin Ionescu-Vovu no Conservatório Superior de Música “C. Porumbescu”. Em Março de 2006, doutorou-se em música na Universidade Nacional de Música de Bucareste, com a tese “A música portuguesa para piano”.
Participou em master-class e recebeu conselhos de várias personalidades artísticas, como Sequeira Costa, Dimitri Bashkirov, Helena Sá e Costa e Tânia Achot.
Desde o seu debute com orquestra, aos catorze anos, tem desenvolvido uma intensa actividade de concertista, que se estende por um período de quase três décadas, concretizada em centenas de concertos em vários países europeus e asiáticos, tendo recebido louvores por parte do público e da crítica da especialidade

## Prémios
É detentor de vários prémios internacionais, nos concursos de: Senigallia 1980 (2º), “Viotti-Valsesia1981 (1º), “Paloma O'Shea” – Santander 1984 (Menção honrosa), Epinal 1985 (2º) e “Maria Canals” – Barcelona 1985 (3º e Prémio especial “Alberto Mozzatti”).
Tocou em Festivais de renome, tais como “Enescu”-Bucareste, “Chopin” – Paris, Santander, Primavera de Sevilla, Ciudad de Ayamonte.
É solista regularmente convidado das grandes orquestras romenas, como: Filarmónicas “George Enescu” – Bucareste, “Transilvânia” – Cluj, “Oltenia” – Craiova, Orquestra Sinfónica da Radiodifusão Romena. Tocou igualmente com importantes orquestras europeias, como: “Arthur Rubinstein” – Lodz, Filarmónica de Halle, Orquestra Bodensee – Konstanz, Orquestra Nacional da Bielorrússia, Orquestra Sinfónica da Radiotelevisão de Kiev, Filarmónica Nacional da Moldávia, Orquestra Nacional do Porto.

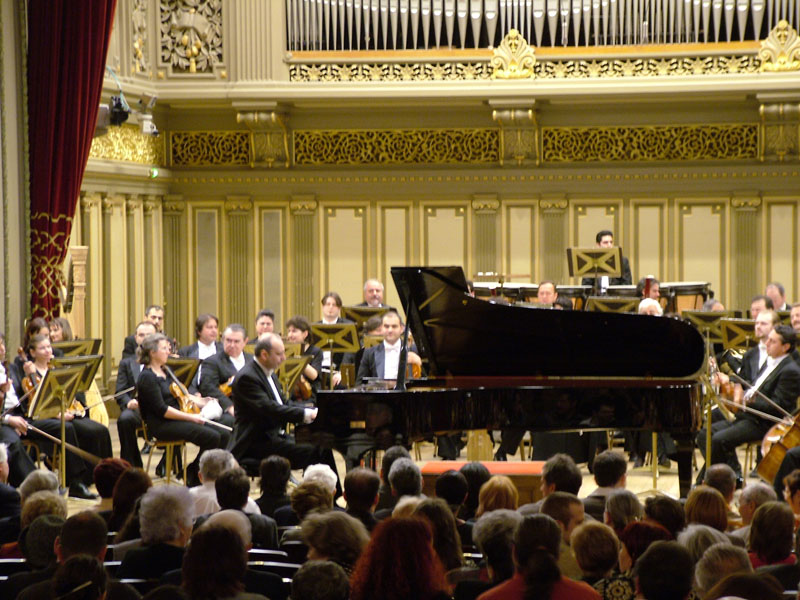
Constantin Sandu em Concerto

Colaborou com maestros conceituados, como Cristian Mandeal, Horia Andreescu, Ludovic Bacs, Emanuel Elenescu, Ilya Stupel, Thomas Koncz, Elena Herrera, Victor Dubrovski, Emil Hatchaturian, Meir Minsky, Mark Stephenson, Heribert Beissel, Marc Tardue, Johen Wehner, Robert E. Luther, Didier Benetti.
Foi membro de júri dos Concursos “Vianna da Motta”- Lisboa 2001, cidade do Porto 1996, 1998 e 2003, “Viotti-Valsesia” 1995, “Pinerollo-Cittá della cavalleria” 1994 e 1996, “Helena Sá e Costa”- Aveiro 2004, “Florinda Santos”- São João da Madeira 2004 e Ciudad de Toledo 2007.
No âmbito do “Porto 2001-Capital Europeia da Cultura”, interpretou o Concerto nº 2 de Rachmaninov com a Orquestra Nacional do Porto, participando na realização da integral dos Concertos deste compositor, juntamente com Vladimir Viardo, Sequeira Costa e Artur Pizarro.
Gravou vários CDs – três a solo (Beethoven; Albeniz e Gershwin; Música portuguesa e romena para piano), um como solista da Orquestra Raízes Ibéricas (Concertos de Mozart e A. J. Fernandes) e participou em três outros colectivos e de música de câmara.

## Ligação externa
- Website Oficial
- "Obras Primas da Música Portuguesa e Romena para Piano" (Som)
- (em inglês) Critical and Concert reviews